# Корн (Француска)
Корн (фр. Corn) насеље је и општина у јужној Француској у региону Миди Пирене, у департману Лот која припада префектури Фижак.
По подацима из 2011. године у општини је живело 197 становника, а густина насељености је износила 12,91 становника/km². Општина се простире на површини од 15,26 km². Налази се на средњој надморској висини од 159 метара (максималној 424 m, а минималној 163 m).

## Демографија
| 1962. | 1968. | 1975. | 1982. | 1990. | 1999. | 2011. |
| ----- | ----- | ----- | ----- | ----- | ----- | ----- |
| 201   | 210   | 169   | 157   | 163   | 157   | 197   |

График промене броја становника у току последњих година